# August Gürber
August Gürber (* 3. September 1864 in Werthenstein (Schweiz); † 6. September 1937 in Marburg) war Physiologe, Pharmakologe und Rektor der Philipps-Universität Marburg.

## Leben
August Gürber besuchte Gymnasien in Luzern und Zug, wo er 1885 die Reifeprüfung ablegte. Es schloss sich ein Studium der Medizin und Naturwissenschaften an der Universität Zürich an. Nach einer einjährigen Tätigkeit als Assistent am Physiologischen Institut dieser Universität promovierte er dort am 10. März 1890 zum Dr. phil. Vom 1. April 1890 bis zum 1. Oktober 1908 war er Assistent für Physiologische Chemie am Physiologischen Institut der Universität Würzburg bzw. dessen Leiter. Am 28. Februar 1894 promovierte er dort zum Dr. med. Zehn Jahre später habilitierte er sich für Physiologische Chemie und Pharmakologie mit dem Thema Salze des Blutes. Zunächst als außerordentlicher Professor in Würzburg und Marburg tätig, wurde er dort am 19. August 1910 ordentlicher Professor. Seine Lehrbefugnis in Marburg wurde am 4. Juni 1912 auf die Geschichte der Medizin erweitert. Im selben Jahr wurde er Dekan der Medizinischen Fakultät der Universität und sechs Jahre später Rektor der Philipps-Universität. Bis zum Wintersemester 1930/1931 war er mit der Leitung des Pharmakologischen Instituts betraut.
1909 gehörte er zu den Gründungsmitgliedern des kurhessischen Vereins für Luftfahrt.

## Veröffentlichungen
- 1889 Die Gesamtzahl der Blutkörperchen und ihre Variation
- 1890 Untersuchungen über die physiologischen Wirkungen der Lupetidine und verwandter Körper und deren Beziehungen zu ihrer chemischen Constitution
- 1894 Salze des Blutes, I. Teil: Salze des Serum
- 1904 Salze des Blutes, Salze der Blutkörper .... II. Teil (Habilitation)
- 1927 Leitfaden der Physiologie des Menschen für Studierende der Medizin und der Zahnheilkunde, Mitautor